# فارفولومي زايتسيف
فارفولومي ألكسندروفيتش زايتسيف (بالروسية: Варфоломей Александрович Зайцев؛ 11 سبتمبر 1842 - 20 يناير 1882) كان ناقدًا أدبيًا ومؤرخًا وصحفيًا وناقدًا روسيًا. كان شخصية بارزة في الحركة العدمية الروسية في النشر الأدبي في عصره.